# Goldcrest Films
Goldcrest Films es una empresa británica de producción cinematográfica fundada por Jake Eberts en enero de 1977. Que gozaba de gran éxito en la década de 1980 con películas como Local Hero (1983), The Killing Fields (1984) y Esperanza y gloria (1987) principalmente producido por David Puttnam en la modestia de sus presupuestos. La compañía también se benefició de la nueva inversión de Canal 4 en la producción de películas. La compañía ganó dos Premios Óscar a la Mejor fotografía, para Chariots of Fire en 1981 y Gandhi en 1982. Después de estos éxitos iniciales la compañía copia más producciones costosas con estrellas de Hollywood.

## Películas y Series
- Chariots of Fire (1981)
- Gandhi (1982)
- An Unsuitable Job for a Woman (1982)
- Pink Floyd The Wall (1982)
- Secrets (1983)
- Forever Young (1983)
- Local Hero (1983)
- The Ploughman's Lunch (1983)
- Runners (1983)
- The Dresser (1983)
- Winter Flight (1984)
- The Frog Prince (1984)
- Concealed Enemies (1984)
- Tottie: The Story of a Dolls' House (1984)
- Robin of Sherwood (1984-1986) (serie de televisión)
- Another Country (1984)
- These Glory Glory Days (1984)
- P'tang Yang Kipperbang (1984)
- Cal (1984)
- The Killing Fields (1984)
- Nemo (1984)
- Mr. Love (1985)
- Dance with a Stranger (1985)
- Smooth Talk (1985)
- Revolución (1985)
- Sharma and Beyond (1986)
- Arthur's Hallowed Ground (1986)
- Absolute Beginners (1986)
- The Mission (1986)
- Knights & Emeralds (1986)
- White Mischief (1987)
- Matewan (1987)
- Hope and Glory (1987)
- Black Rainbow (1989)
- All Dogs Go to Heaven (1989)
- Rock-a-Doodle (1991)
- Being Human (1993)
- Driftwood (1997)
- Clockwatchers (1997)
- Bring Me the Head of Mavis Davis (1997)
- Elvis and Anabelle (2007)